# Monument a Josep Anselm Clavé (Manresa)
|  | Aquest article tracta sobre el monument a Manresa. Vegeu-ne altres significats a «Monument a Josep Anselm Clavé (desambiguació)». |

El Monument a Josep Anselm Clavé és una obra del municipi de Manresa (Bages) inclosa en l'Inventari del Patrimoni Arquitectònic de Catalunya. L'autor és Josep Andreu Casanovas.

## Descripció
El monument a Anselm Clavé tot i que data del 1919, s'ha de considerar com la típica obra del segle xix, i en la línia de l'estatuària romana.
Està obrat en pedra, força ennegrida degut a la contaminació ambiental, que l'ha fet envellir. Consta d'una base sobre la qual s'alça una columna, de fust llis en la part inferior i acanalat en la superior. A la part central d'aquesta hi ha una anella decorada amb l'escut de la ciutat, motius vegetals i la data en què fou esculpit. Sobre la columna es recolza un coixí- capitell d'ordre jònic, molt deteriorat, sobre el que se situa el bust d'Anselm Clavé. Aquest presenta un semblant seriós i assenyat. La part posterior i lateral del bust és plana, la qual cosa indica que l'obra fou feta solament per ser contemplada des del davant.

## Història
El monument a Anselm Clavé es va inaugurar el 24 de juny de 1919, encara que és la típica escultura del segle xix.
L'any 2024, amb motiu del bicentenari del naixement de Clavé, l'Ajuntament de Manresa en va encarregar la restauració.